# Milan Milanović (ur. 1991)
Milan Milanović (serb. cyr. Милан Милановић, ur. 31 marca 1991 w Titovej Mitrovicy) – serbski piłkarz występujący na pozycji środkowego obrońcy, obecnie bez klubu. Wychowanek Ibaru Leposavić, FK Zemun, Crvenej zvezdy i Lokomotiwu Moskwa. Były, młodzieżowy reprezentant Serbii.
W swojej karierze grał w Città di Palermo, AC Siena, Vicenza Calcio, Ascoli Calcio, AC Pisa, Željezničar Banja Luka, Triglav Kranj i Radnički Kragujevac.